# Auvers-sur-Oise
Auvers-sur-Oise (francoska izgovorjava: [ovɛʁ syʁ waz]), dobesedno Auvers na Oise) je občina v departmaju Val-d'Oise na severozahodnem obrobju Pariza v Franciji. Nahaja se 27,2 km od središča Pariza. Povezan je z več slavnimi umetniki, med katerimi je najpomembnejši Vincent van Gogh, kjer je umrl, domnevno je storil samomor.